# ایمول (آلاباما)
ایمول، الاباما (به انگلیسی: Aimwell, Alabama) یک منطقهٔ مسکونی در ایالات متحده آمریکا است که در آلاباما واقع شده‌است.

## خصوصیات
ایمول ۷۹٫۸۶ متر بالاتر از سطح دریا واقع شده‌است.